# Nhậm Chính Phi
Nhậm Chính Phi (任正非; sinh 25 tháng 10 năm 1944 tại Quý Châu, Trung Quốc) là doanh nhân người Trung Quốc, sáng lập kiêm tổng giám đốc của Tập đoàn công nghệ Huawei có trụ sở chính đặt tại Thâm Quyến, Trung Quốc, và là một cựu kỹ sư không quân hàm của Quân Giải Phóng Nhân dân Trung Quốc. Ông gia nhập Học viện Công trình Kiến trúc Trùng Khánh (nay là Đại học Trùng Khánh) vào năm 1963. Sau khi tốt nghiệp, ông gia nhập quân đội để trở thành một người lính kỹ thuật cơ sở hạ tầng. Ông nghỉ hưu năm 1982 và chuyển sang làm việc tại Thâm Quyến. Ông là thành viên của Đảng Cộng sản Trung Quốc và là đại biểu của Đại hội toàn quốc lần thứ 12 của Đảng Cộng sản Trung Quốc.

## Tiểu sử
Tổ tiên họ Nhậm gốc gác ở tỉnh Giang Tô nhưng ông nội sống ở huyện Phố Giang, tỉnh Chiết Giang và thuộc tầng lớp giàu có.
Nhậm Chính Phi sinh ra ở Trấn Ninh, Quý Châu, Trung Quốc. Cha là Nhậm Ma Tốn (任摩逊), đầu bếp chuyên làm thịt nguội có tiếng ở tỉnh Chiết Giang. Ông Nhậm Ma Tốn phải bỏ dở việc học lên cao sau khi người cha mất. Trong thời kỳ Nhật chiếm đóng, Nhậm Ma Tốn di cư xuống Quảng Châu và làm nhân viên kế toán trong nhà máy vũ khí của chính phủ Quốc Dân Đảng. Sau năm 1949, Nhậm Ma Tốn được bổ nhiệm làm hiệu trưởng trường trung học Đô Quân số 1 (都匀一中), tại đây Nhậm Ma Tốn gặp vợ mình, là giáo viên ở trường. Cha ông gia nhập Đảng Cộng sản năm 1958.
Nhậm Chính Phi đi học tiểu học tại huyện thu vùng núi hẻo lánh ở Quý Châu. Cha của Nhậm Chính Phi sau đó trở thành hiệu trưởng của trường trung học trấn Ninh. Năm 1963, Nhậm Chính Phi đăng ký vào Học viện Công trình Kiến trúc Trùng Khánh (nay là Đại học Trùng Khánh) và được tuyển dụng vào một đơn vị kỹ thuật xây dựng sau khi tốt nghiệp. Ông tự học 3 ngoại ngữ, điều khiển tự động, điện tử số, khoa học máy tính, logic, triết học.

## Sự nghiệp
Năm 1974, để xây dựng Nhà máy sợi hóa học tổng hợp nhập khẩu từ Pháp tại Liêu Dương, ông đã được tuyển dụng vào làm binh sĩ kỹ thuật đảm nhận nhiệm vụ xây dựng cơ sở hạ tầng cho dự án này. Trong thời gian phục vụ trong PLA, Nhậm Chính Phi không mang quân hàm. Ông Nhậm không được gia nhập Đảng Cộng Sản Trung Quốc vì lí lịch cha mẹ có dính dáng tới Quốc Dân Đảng. Trong thời gian này, ông Nhậm chịu trách nhiệm cho nhiều thành tựu công nghệ được ghi nhận ở nhiều cấp. Vì vậy ông Nhậm được lựa chọn vào phái đoàn của PLA tham gia hội nghị khoa học quốc gia năm 1978. Năm 1982, ông Nhậm giải ngũ do PLA cắt giảm lượng lớn nhân sự (500.000 người). Năm 1983, Nhậm chuyển đến Thâm Quyến và làm về ngành điện tử.
Năm 1987, Nhậm Chính Phi thành lập Công ty công nghệ Huawei với số vốn 21.000 RMB (Nhân dân tệ) tương đương khoảng 5.000 USD thời điểm ấy. Với vị trí ở Thâm Quyến (cầu nối giữa Hồng Kông và Trung Quốc Đại lục). Ban đầu, Huawei là nhà thầu bán, lắp đặt và bảo trì thiết bị, bộ chuyển đổi máy chủ,... cho một hãng bán buôn ở Hồng Kông vào Đại lục.
Năm 1992, Nhậm phát triển triển sản phẩm C&C8 sever switch và bán với giá chỉ bằng 1/3 thị trường, đây là bước phát triển thành công đầu tiên của Huawei.
Sau đó, Huawei nhận được các hợp đồng xây dựng trung tâm dữ liệu, xây dựng mạng viễn thông 4G. Huawei  cũng hoạt động trong việc xây dựng mạng viễn thông cho các nước châu Phi phục vụ xây dựng quan hệ ngoại giao cho Trung Quốc vào những năm 1990. 

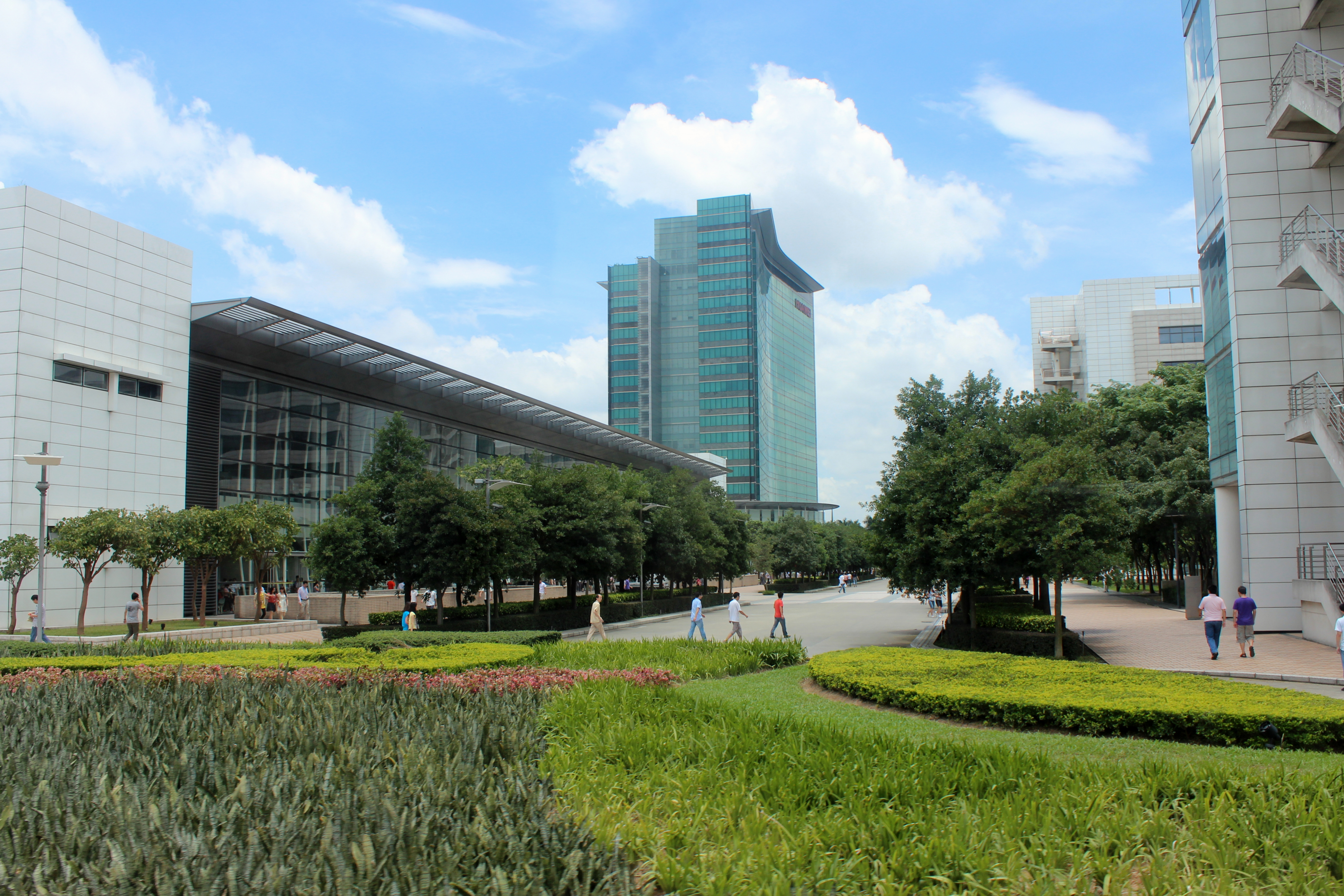
Trụ sở Huawei tại Bantian, Thâm Quyến

Sau 32 năm xây dựng và phát triển, Huawei là thương hiệu điện tử lớn nhất Trung Quốc, một trong những tập đoàn có sức ảnh hưởng nhất Trung Quốc và là nhà sản xuất hạ tầng viễn thông 5G hàng đầu thế giới, đồng thời vượt mặt Apple trở thành hãng sản xuất smartphone lớn thứ hai thế giới. Tuy nhiên sự phát triển quá mạnh mẽ của Huawei cùng sự hậu thuẫn của chính phủ CHND Trung Hoa đã làm chính quyền tổng thống Donald Trump lo ngại. Huawei đang là nạn nhân của cuộc chiến tranh thương mại Mỹ - Trung với việc tổng thống Donald Trump ra lệnh cấm các hãng công nghệ Mỹ xuất khẩu linh kiện và phần mềm cho Huawei, đặc biệt là nền tảng hệ điều hành Android của Google. Nhiều quốc gia phương Tây đồng minh của Mỹ cũng cân nhắc việc cấm Huawei bán các sản phẩm viễn thông 5G tại quốc gia mình. Điều này ảnh hưởng không nhỏ đến tương lai của Huawei nói riêng và các hãng công nghệ trên toàn thế giới nói chung.
Phát biểu trước báo giới về lệnh cấm vận từ Mỹ, ông Nhậm Chính Phi hoàn toàn không tỏ ra lo sợ và tuyên bố Huawei có đủ năng lực để tạo ra nền tảng tương đương, cạnh tranh với Android cũng như xoay xở được nguồn cung ứng linh kiện phần cứng.
Nhậm Chính Phi hiện giữ chức phó chủ tịch Hội đồng quản trị, nhưng ông không nằm trong số ba CEO luân phiên hiện tại]. Công ty có doanh thu hàng năm là 92,5 tỷ USD trong năm 2017. Nhậm nắm giữ 1,42% cổ phần của Huawei, trị giá 450 triệu USD vào năm 2010. Huawei về cơ bản là độc lập với ông Nhậm vì cổ phần của họ được nắm giữ bởi các nhân viên, nhưng cấu trúc sở hữu vẫn mờ nhạt.
Tạp chí Times liệt kê Nhậm Chính Phi trong danh sách 100 người ảnh hưởng nhất năm 2005.

## Gia đình
Người vợ đầu tiên của ông Nhậm Chính Phi là Mạnh Quân (孟军), con gái của ông Mạnh Đông Ba (孟东波) là nguyên phó chủ tịch (副董事长) tỉnh Tứ Xuyên. Hai người có con gái lớn là là Mạnh Vãn Chu, Phó Chủ tịch Huawei, con trai Nhậm Bình (任平; tên cũ：孟平).
Người vợ thứ hai của ông là Diêu Lăng (姚凌) và con gái tên Diêu Anna (姚安娜). Vào tháng 12 năm 2018, có thông tin cho rằng người vợ hiện tại của ông Nhậm Chính Phi là Tô Vi (苏薇). Nhưng ông Nhậm khẳng định trong một cuộc phỏng vấn vào ngày 21 tháng 5 năm 2019 rằng ông chỉ có hai cuộc hôn nhân trong đời và người vợ hiện tại của ông là Diêu Lăng.